# Вроньский, Юзеф
Ю́зеф (Иосиф) Мари́я Вро́ньский (пол. Józef Maria Hoene-Wroński), настоящая фамилия — Хёне или Гёне (пол. Hoene) (24 августа 1776, Вольштын, Польша — 9 августа 1853, Париж, Франция) — польский математик и философ-мистик.

## Биография
Сын чешского архитектора Антония Хёне. Учился в Познани. После смерти матери поступил в артиллерийскую школу.
В 1794 году Вроньский принимал в качестве офицера артиллерии участие в защите Варшавы от русских войск. В Мацеёвицкой битве он был взят в плен, но генерал Тормасов отпустил его, после чего Вроньский поступил офицером в русскую императорскую армию, где служил в штабе Александра Суворова.

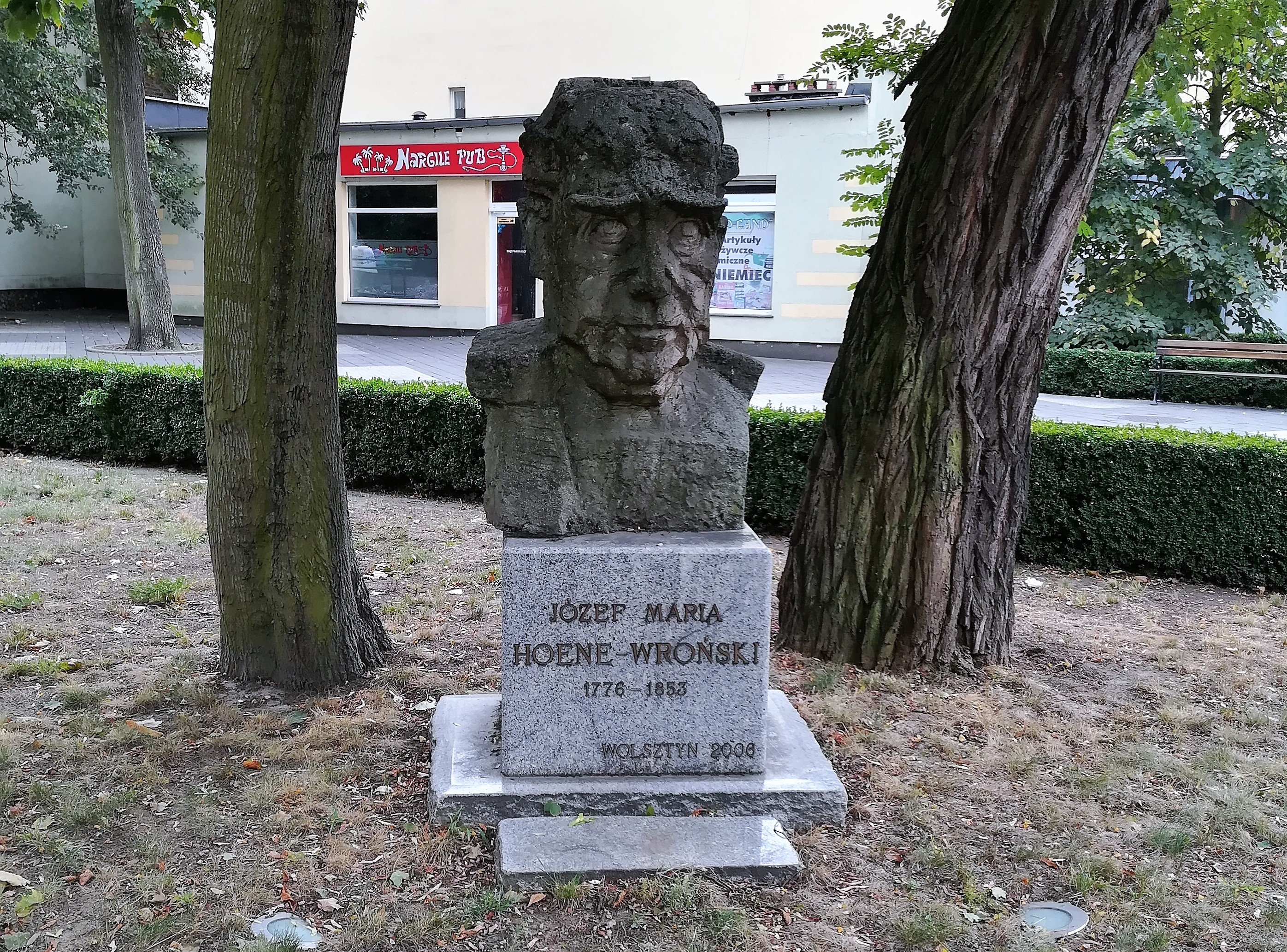
Памятник учёному

В 1797 вышел в отставку и отправился в Германию, где изучил юридические науки. Затем отправился в Париж и Марсель, где поступил в польский легион, но вскоре снова вернулся в Германию, чтобы изучать там историю философии и высшую математику.
В 1811 году, возвратившись в Париж, сменил урождённую фамилию Хёне на Вроньский, под которой начал публиковать свои научные труды.
Маркиз Александру де Монферрье, любовник писательницы Мари-Ноэми Кадио, приходился ему шурином.

## Философские воззрения

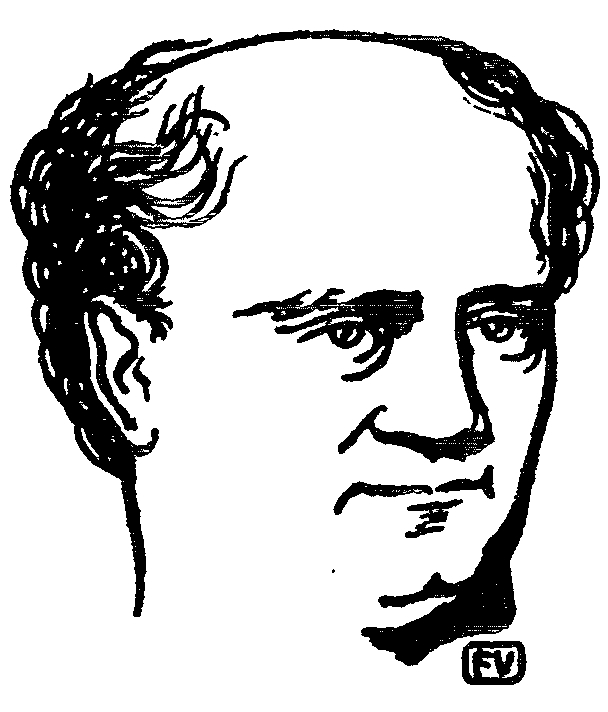
Юзеф Вроньский
(шарж Валлоттона)

Особенностью его подхода являлось стремление включить в круг своих занятий так называемые универсальные идеи. Руководящей его идеей был мессианизм, как он сам её назвал и который, по учению Вроньского, должен вести человечество по пути к абсолютной правде и абсолютному добру. Он учил, что только теперь человеку кажется, будто абсолют для него недоступен, но придёт время, когда взгляд этот переменится. К осуществлению этого идеала в будущем призваны славяне; в особенности он возлагал большие надежды на Россию; свои взгляды на этот предмет он изложил в открытом письме, написанном в 1851 году в Меце и адресованном русскому императору Николаю I. В религиозном отношении Вроньский был горячим приверженцем католицизма, хотя признавал, что все догматы, будучи только гипотезами, имеют временную силу и будут сменены абсолютными истинами.

## Научные достижения

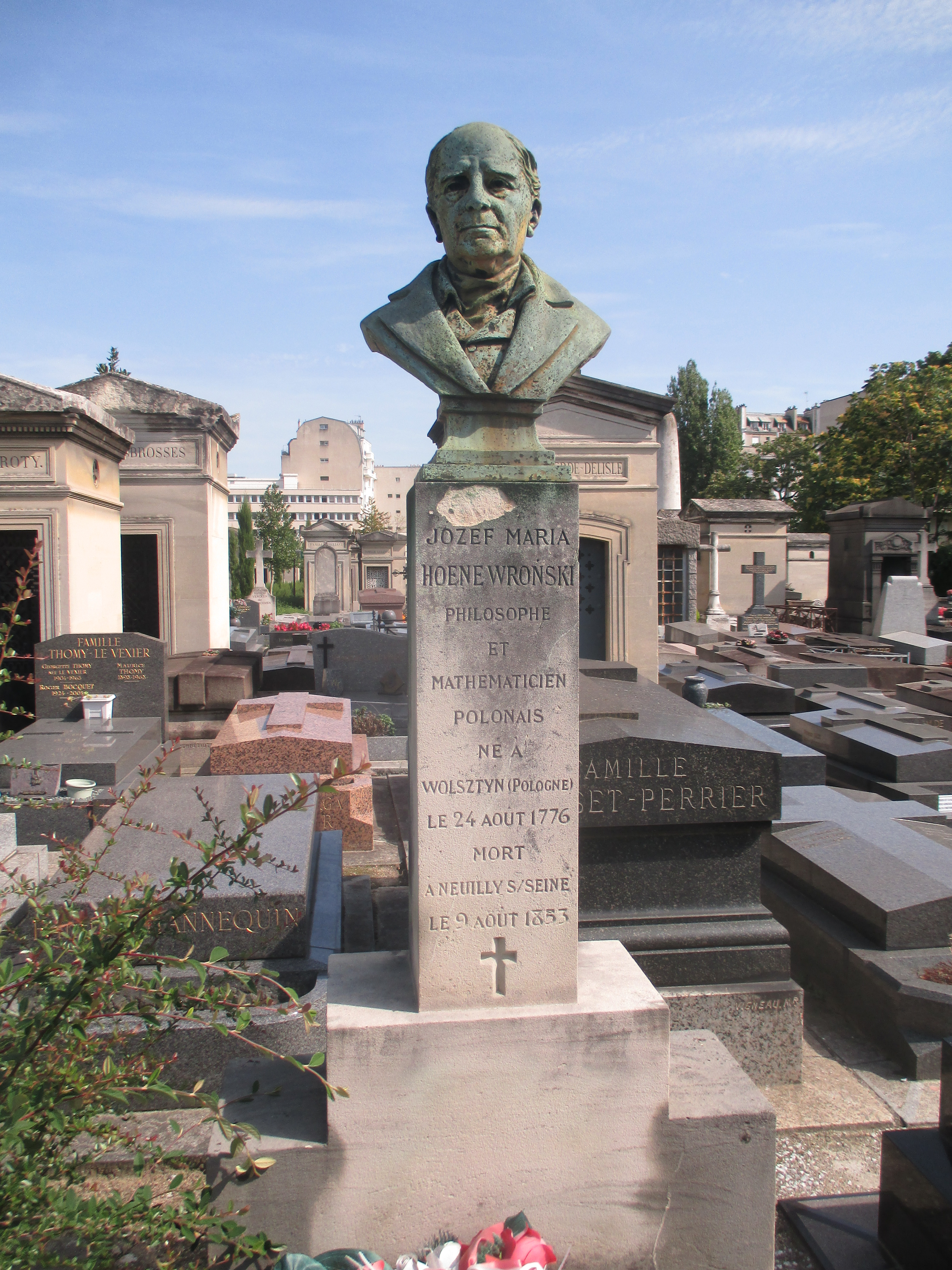
Могила В.

Математические работы Вроньского отмечены широтой охвата материала и общностью постановки задач. Лагранж был того мнения, что теории Вроньского могут произвести переворот в науке. Но болезненная гордость Вроньского, его склонность к мистицизму и, наконец, сложность обозначений, использованных в его сочинениях, привели к тому, что его труды остались незамеченными современниками. Уже после смерти Вроньского исследователи его трудов во второй половине XIX века обнаружили, что ему принадлежит авторство значительного числа методов и некоторых утверждений, которые к тому времени были заново открыты другими математиками. Несмотря на это, имя Вроньского присутствует в современных курсах математического анализа из-за введённого им впервые в 1812 году функционального определителя (так называемого вронскиана).